# Wolkenstein

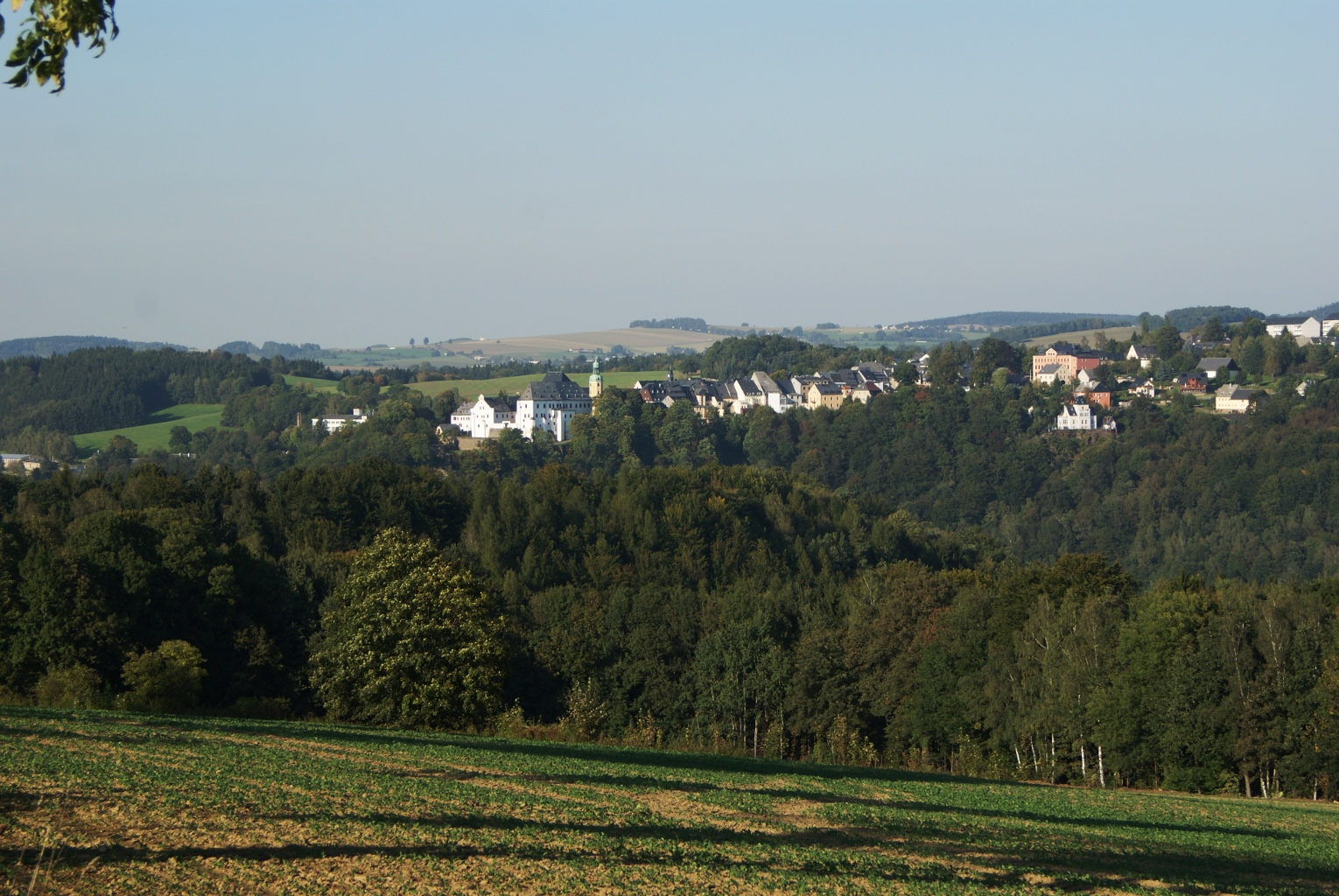
Pohled na centrum města z protějšího kopce na druhé straně řeky Zschopau

Wolkenstein je město v německé spolkové zemi Sasko v zemském okresu Krušné hory. Má přibližně 3 800 obyvatel. Nachází se v Krušných horách zhruba 25 km jihovýchodně od Saské Kamenice a necelých 20 km severně od hranic s Českem ve Vejprtech. Samotné město stojí na ostrohu nad řekou Zschopau poblíž místa, kde do ní ústí Přísečnice (německy Preßnitz). Na kraji tohoto ostrohu poblíž náměstí stojí stejnojmenný zámek, po kterém je nazváno i samotné město. Součástí města je i místní část Warmbad s lázněmi, které se označují za nejstarší a nejteplejší v Sasku.

## Historie
O místních hradu a jeho majitelích pánech z Waldenburgu pojednává první písemná zmínka z roku 1241. Samotné město je zmiňováno v souvislosti s dolováním v roce 1293 a z roku 1323 pochází zmínka o vlastní mincovně. Po vymření zmíněného rodu pánů z Waldenburgu hrad převzal rod Wettinů a přestavili ho v pozdně gotickém stylu kolem roku 1500. Zároveň z něj učinili jedno ze sídel saských kurfiřtů. Historicky město obklopovaly také hradby, ze kterých se zachovala Mlýnská brána (Mühltor). Za třicetileté války město značně utrpělo při obléhání, které zde probíhalo celkem sedmkrát. Také četné městské požáry ovlivnily vzhled města, přičemž ten největší zde vznikl v roce 1802.
Vzpruhu pro městský rozvoj představovalo přivedení železnice ze Saské Kamenice do Annabergu v roce 1866. Další železniční spojení přineslo otevření úzkokolejné trati Preßnitztalbahn do Jöhstadtu v roce 1892. Rozvíjel se spíše lehký průmysl a řemesla, kde pracovala většina obyvatel. Kromě toho zažíval rozkvět místní spolkový život včetně turistických horských spolků. To společně s místními lázněmi v části Warmbad vedlo k rozkvětu cestovního ruchu. Lázně převzala městská správa v roce 1926 a během války sloužily i jako nemocnice pro Wehrmacht, ozdravovna, uprchlický tábor nebo ubytovna Rudé armády. Po válce se vrátily k původní funkci.

## Obyvatelstvo
| Rok            | 1990  | 1995  | 2000  | 2005  | 2010  | 2015  | 2020  |
| -------------- | ----- | ----- | ----- | ----- | ----- | ----- | ----- |
| Počet obyvatel | 4 719 | 4 617 | 4 358 | 4 325 | 4 094 | 3 905 | 3 886 |

## Správní členění
Wolkenstein se oficiálně dělí na těchto 10 místních částí:
- Kohlau
- Falkenbach
- Floßplatz
- Gehringswalde
- Heinzebank
- Hilmersdorf
- Huth
- Niederau
- Schönbrunn
- Warmbad

## Doprava
Mezi samotným Wolkensteinem a místní částí Gehringswalde se stýkají 2 spolkové silnice (Bundesstraße) B 101 vedoucí z Berlína do Aue, která spojuje město s nedalekým městem Annaberg-Buchholz, a ve Wolkensteinu začínající B 171 pokračující do sousedního Marienbergu a dále do Dippoldiswalde. Z B 101 se lze také napojit v části Hilmersdorf na B 174 pokračující do Zschopau a dále do Saské Kamenice.
Ve městě se nachází také dvě stanice (Warmbad a samotný Wolkenstein) na trati z Flöhy do Annaberg-Buchholz zvané podle umístění v údolí řeky Zschopau Zschopautalbahn. V roce 2022 zde provoz zajišťovaly Deutsche Bahn v rámci svého regionálního systému Erzgebirgsbahn ze Saské Kamenice do Cranzahlu. Z města Annaberg-Bucholz vede mimo jiné trať do českých Vejprt.
Mezi lety 1892 až 1986 z nádraží ve Wolkensteinu vedla také úzkorozchodná trať do Jöhstadtu zvaná Preßnitztalbahn. Zatímco část z Wolkensteinu nebyla obnovena, na části dráhy ze Steibachu do Jöhstadtu byl obnoven muzejní provoz v roce 2000.

## Pamětihodnosti
- Historické lázeňské domy v části Warmbad
- Kostel sv. Bartoloměje - Sálový městský kostel poprvé zmíněný v roce 1385, zničený při požáru v roce 1689 a následně obnovovaný do roku 1710.
- Mlýnská brána - Původně součást městského opevnění, ze kterého se zachovaly jen kratší úseky. Původem ze 16. století.
- Poštovní sloup (milník) na náměstí z roku 1730
- Řada hrázděných a roubených domů - především ve vesnických místních částech města
- Zámek Wolkenstein - Původně hrad postavený koncem 12. století přestavěný po převzetí rodem Wettinů na začátku 16. století a později mírně upravován v 19. století pro účely okresního soudu.[11]

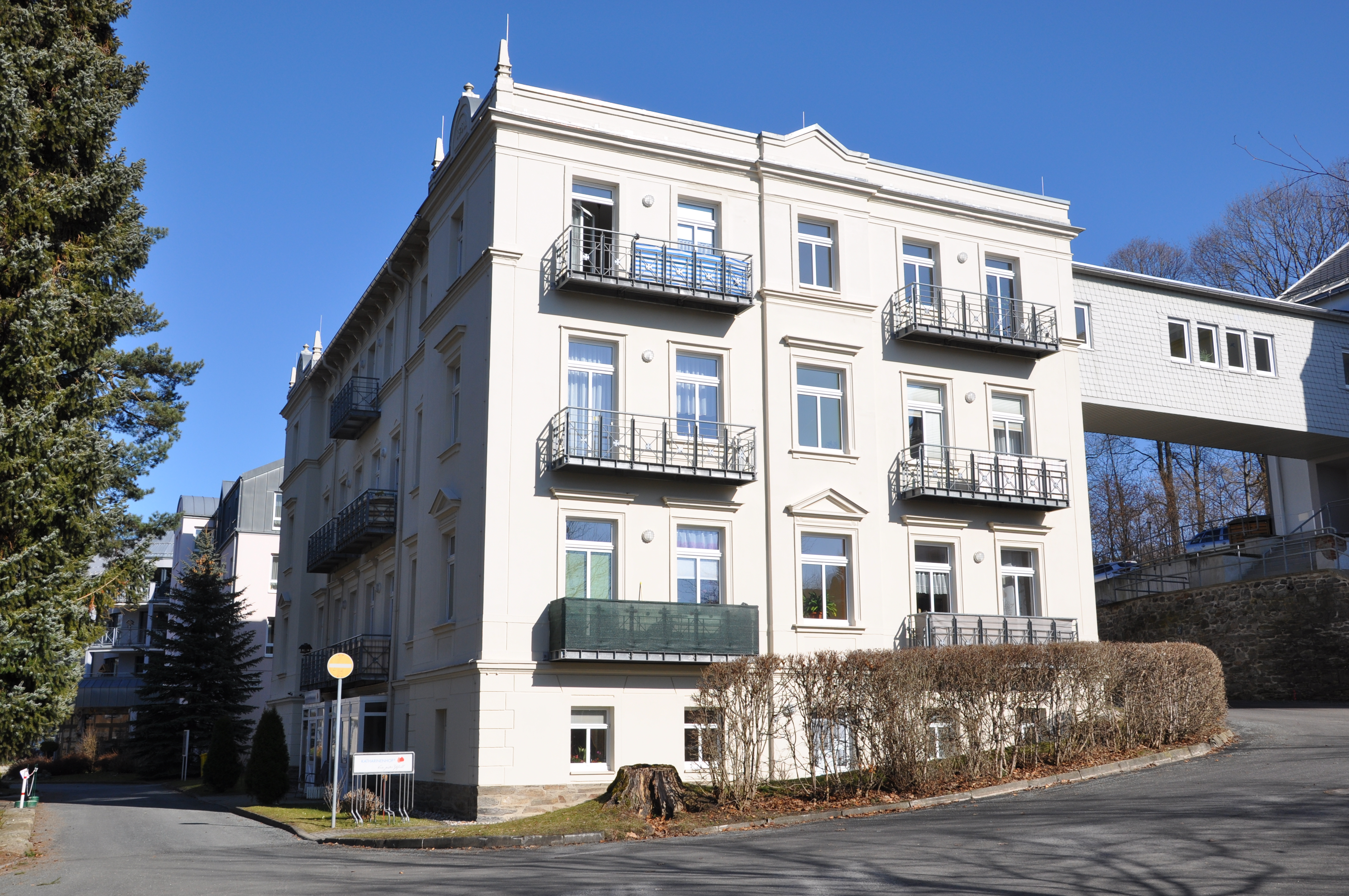
Příklad historické lázeňské architektury v části Warmbad
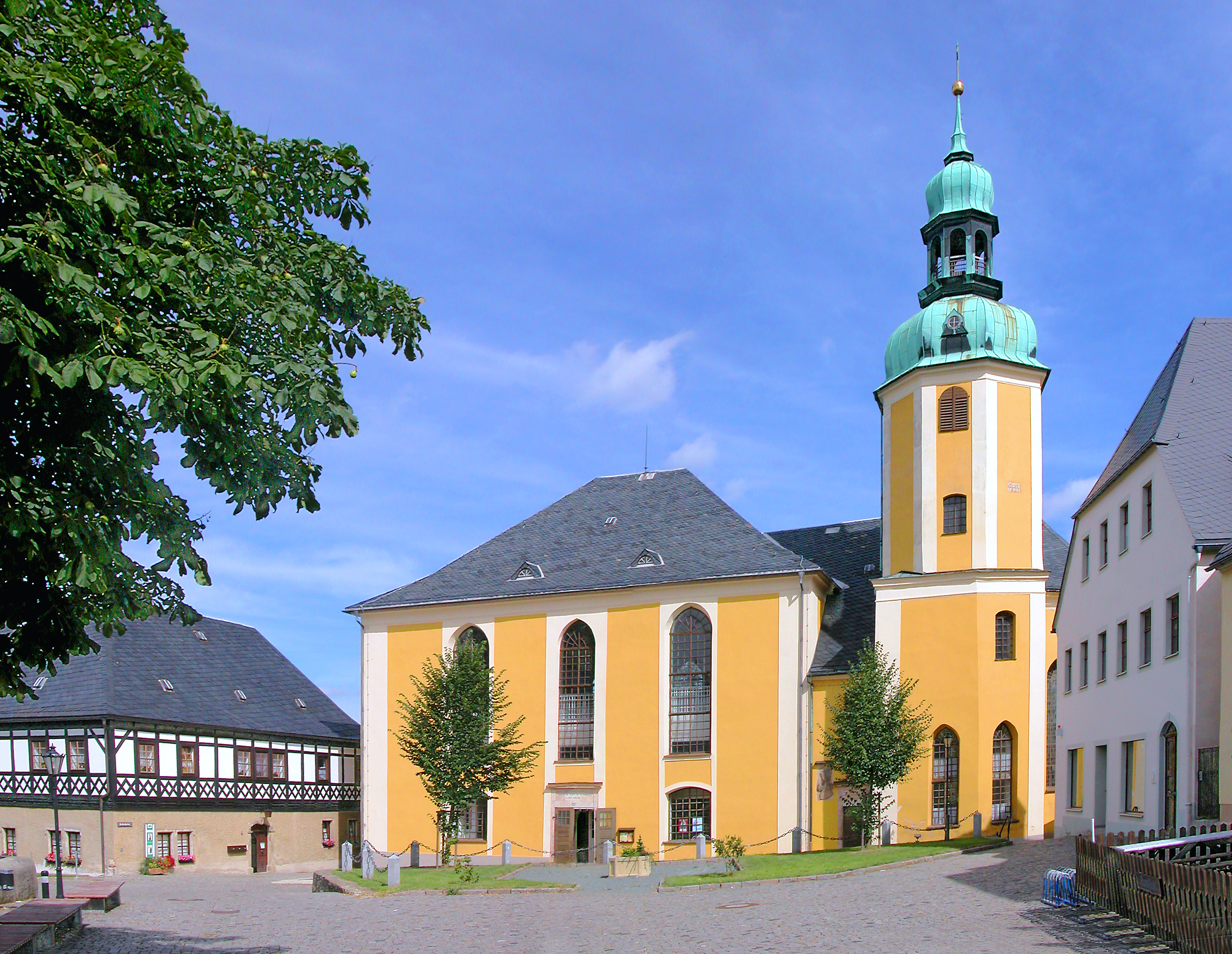
Kostel sv. Bartoloměje s roubeným měšťanským domem vlevo
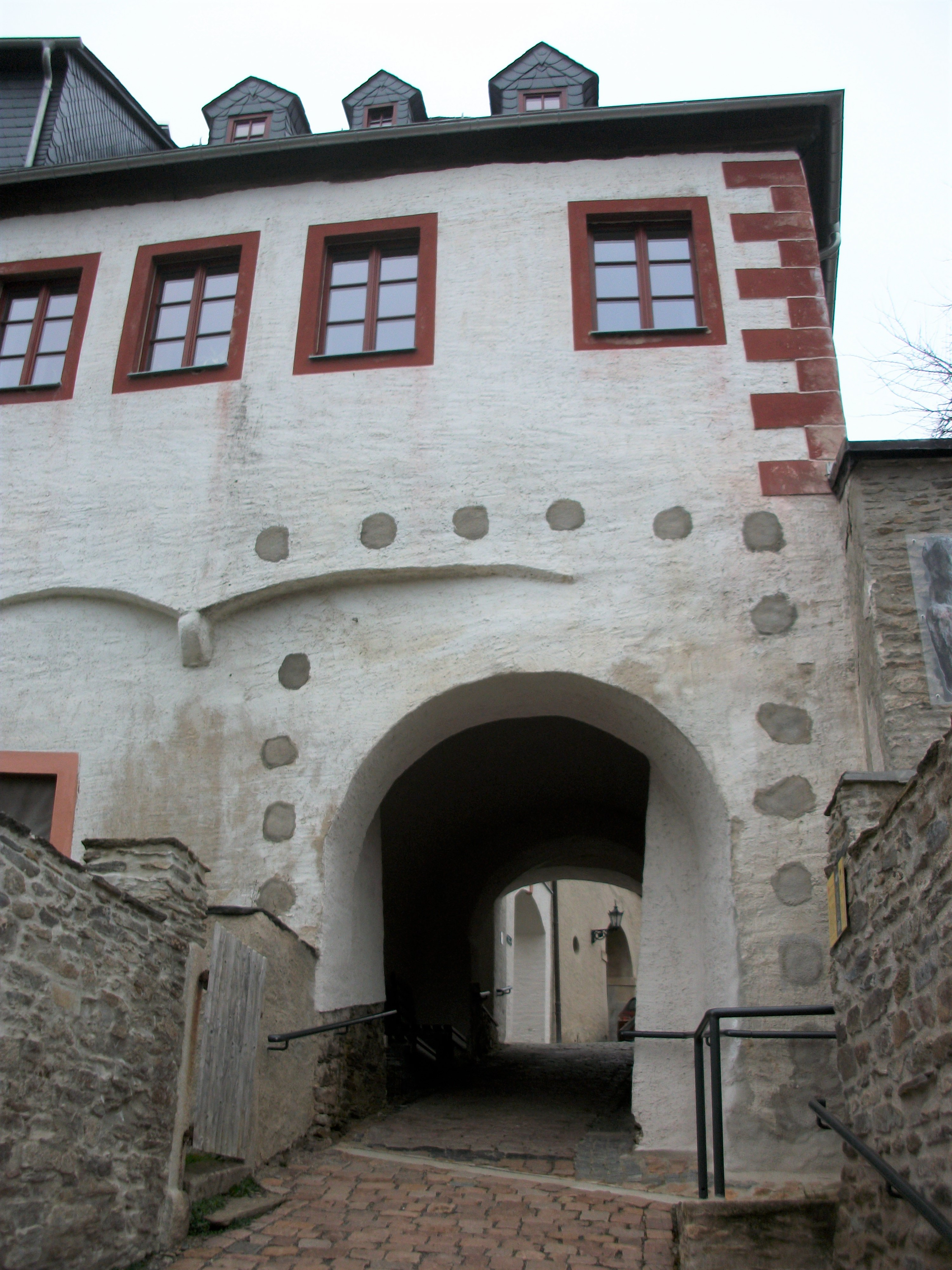
Mlýnská brána (Mühltor)
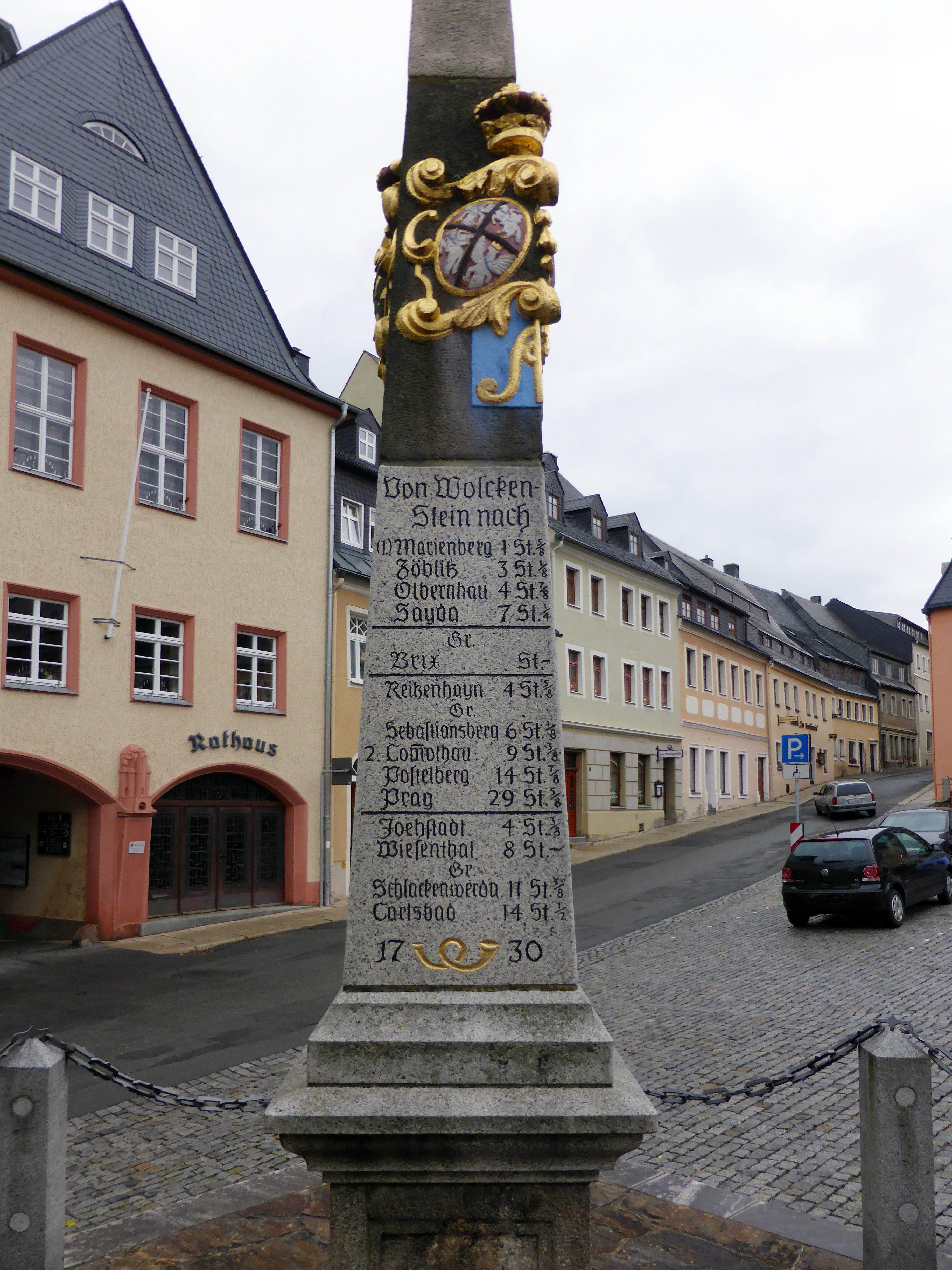
Poštovní milník na náměstí před budovou radnice (vlevo)
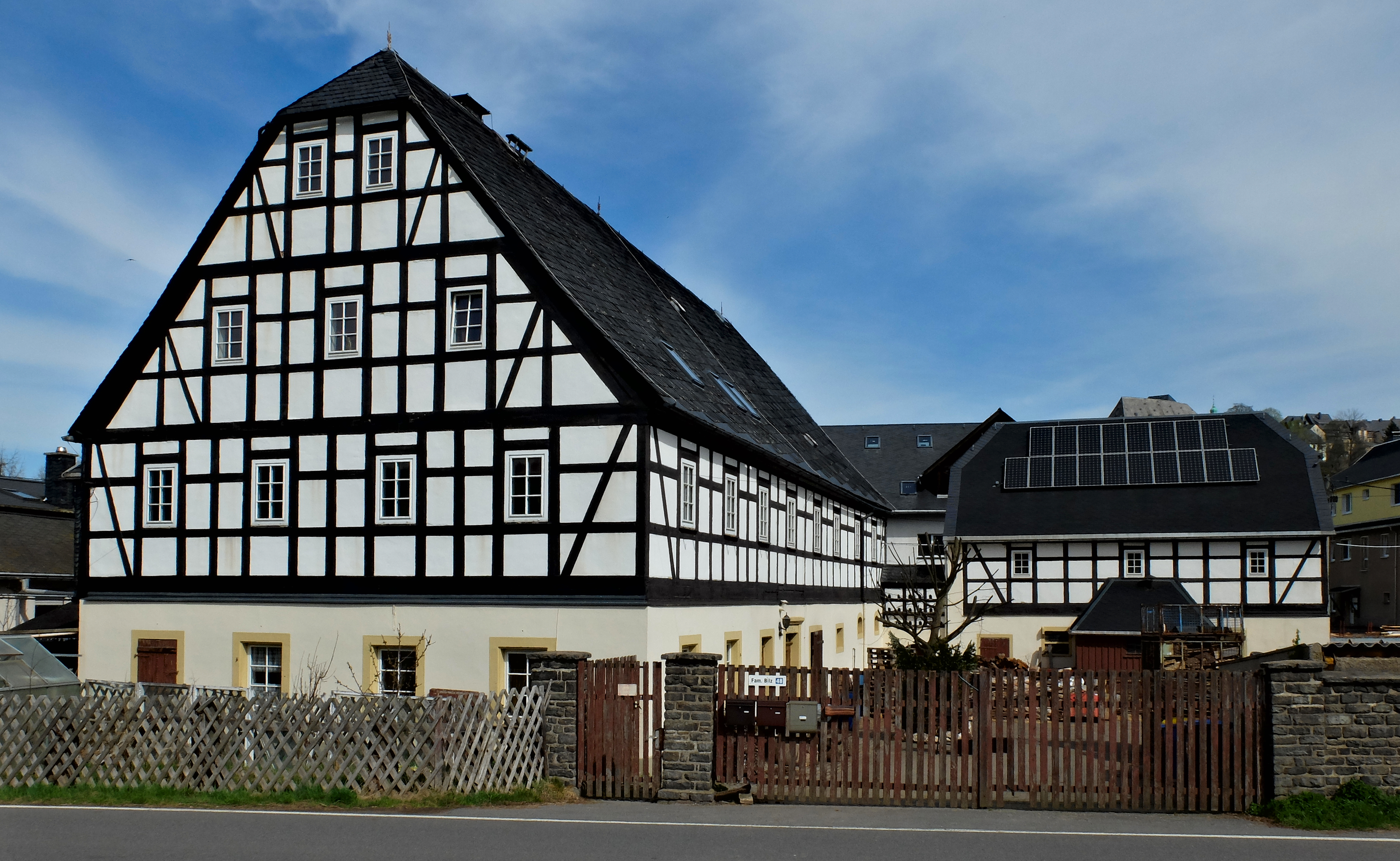
Příklad hrázděného vesnického domu v obci
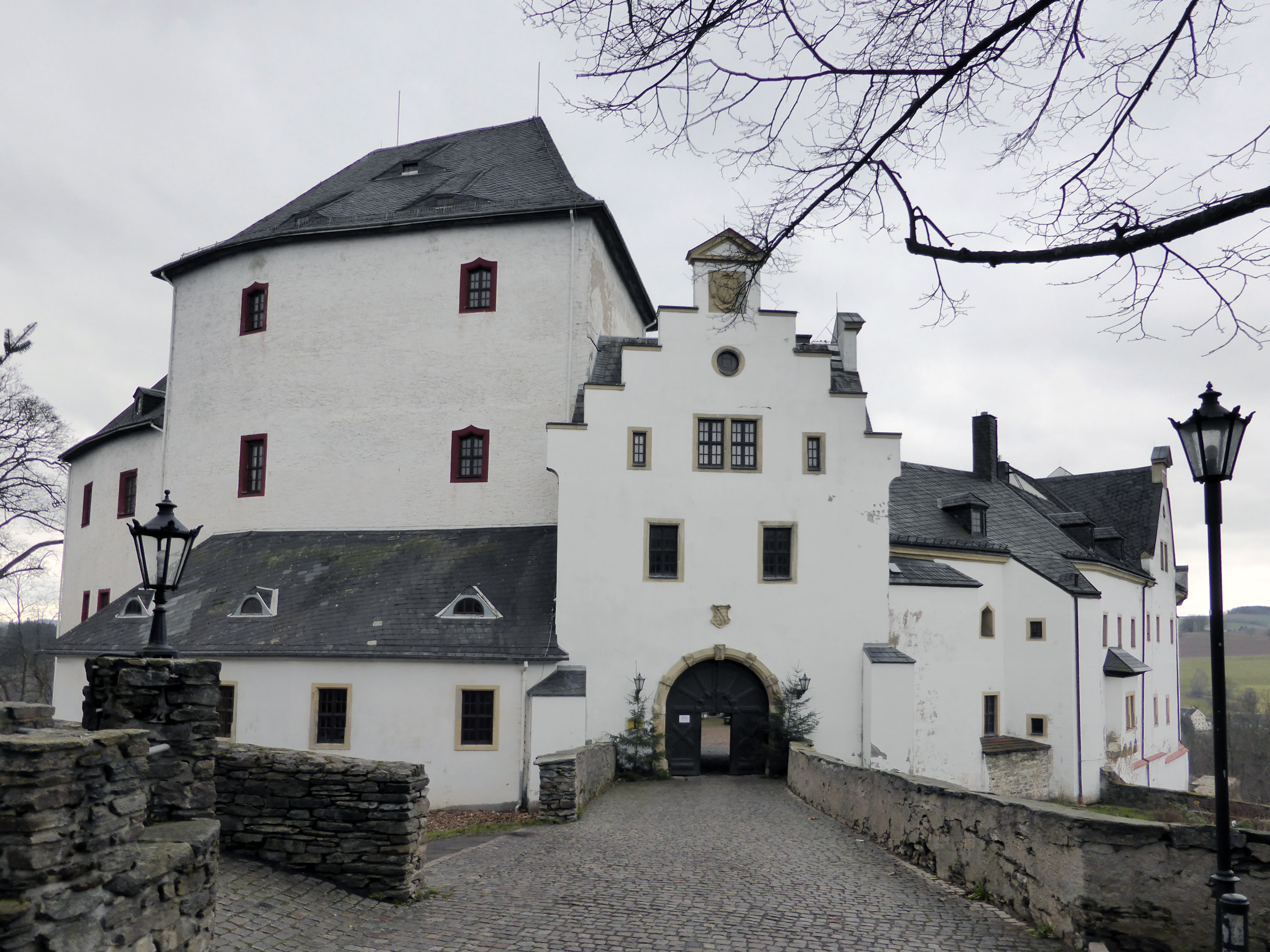
Vstup do místního zámku

## Partnerská města
- Bad Bentheim, Německo (1991)
- Ruppertshofen, Německo (1992)
- Postoloprty, Česko (2012)[12]